# Jacksontown
Jacksontown est un secteur non constitué en municipalité situé dans le comté de Licking, dans l’État de l’Ohio, aux États-Unis. 
Jacksontown est le lieu de naissance du médaillé olympique Carl Osburn.